# Антоний Ардатовский
Анто́ний Арда́товский, также Анто́ний Му́ромский, в схиме Арсе́ний (1762, Вощиха, Муромский уезд, Владимирская губерния — 15 (27) августа 1861, Ардатов, Нижегородская губерния) — православный старец, провидец и целитель.

## Биография
Родился в 1762 году деревне Вощиха Муромского уезда Владимирской губернии. В юные годы Антоний поступил в Саровскую пустынь, где познакомился с послушником Прохором, позднее ставшим известным как святой Серафим Саровский. В 1785 году Антоний и Прохор были направлены на сбор милостыни для храма во имя преподобных Зосимы и Савватия Соловецких чудотворцев в Сарове. Вблизи деревни Дальнее Давыдово Горбатовского уезда Нижегородской губернии они поставили крест (на том месте, где много позднее, в 1857 году была содана религиозная община для бесприютных вдов и девиц с воспитательным заведением для сирот преимущественно духовного звания, преобразованная в 1886 году в женский Николаевский Дальнедавыдовский общежительный монастырь). В 1826—1827 годах Антоний по совету Серафима отправился в Воронеж к святому Антонию (Смирницкому), который благословил его на особый духовный подвиг — паломничество в Киев в чугунной шапке святого Питирима Тамбовского. От тяжести шапки Антоний ослеп.
С 1827 или 1828 года он в течение 23 лет проживал в Муроме в маленькой келье в саду одного купца. Слава о старце Антонии разнеслась далеко за пределы Мурома, и его часто навещала будущая игуменья Ардатовского Покровского монастыря Иустина Андреевна Синицына (матушка Серафима). В 1850 или 1851 году старец Антоний переехал в Ардатов, где поселился в доме обывательницы Лихутиной. Лихутина записала свои воспоминания о старце Антонии, которые впоследствии передала в Дивеевский монастырь. Незадолго перед смертью, которая случилась 15 (27) августа 1861, Антоний принял тайный постриг в схиму с именем Арсений. Антоний был истово верующим, свято соблюдал пост, носил вериги и, как принято считать, был провидцем и целителем.
По его просьбе, старца Антония похоронили в Ардатовском монастыре близ церкви, против придела Фёдора Стратилата. С разрешения епископа Иеремии его могила стала местом паломничества для верующих, которые приходили сюда, чтобы помолиться и попросить помощи у святого старца. Монахини, которые ухаживали за могилой, рассказывали о чудесах, которые якобы происходили на ней. Память о нём хранили не только в Ардатове, но и во всем Муромском крае. На могиле старца Антония установили чугунную плиту с надписью, а в плиту был встроен железный крест с неугасимой лампадой. После Октябрьской революции 1917 года Ардатовский Покровский монастырь был закрыт, а его территория перешла в распоряжение государства. Могила старца Антония оказалась на территории Ардатовской воспитательной колонии, где её постепенно засыпали землёй, а затем залили асфальтом.